# Актуальні проблеми української лінгвістики: теорія і практика
«Актуальні проблеми української лінгвістики: теорія і практика» (англ. Current issues of Ukrainian linguistics: theory and practice) — збірник наукових праць книжкового типу, який випускає кафедра стилістики та мовної комунікації Інституту філології КНУ імені Тараса Шевченка. Збірник  був започаткований 2000 року з ініціативи член-кореспондента НАН України Лариса Шевченко. Періодичність: 2 рази на рік. Збірник входить до категорії "Б" [Архівовано 22 серпня 2019 у Wayback Machine.] наукових фахових видань України (свідоцтво про державну реєстрацію: КВ № 5755 від 15.01.2002 р.; перереєстровано: свідоцтво про державну реєстрацію: КВ № 24318-14158ПР від 24.01.2020 р.). У збірнику висвітлюються теоретичні та прикладні аспекти сучасної лінгвістики. Видається українською та англійською мовами.

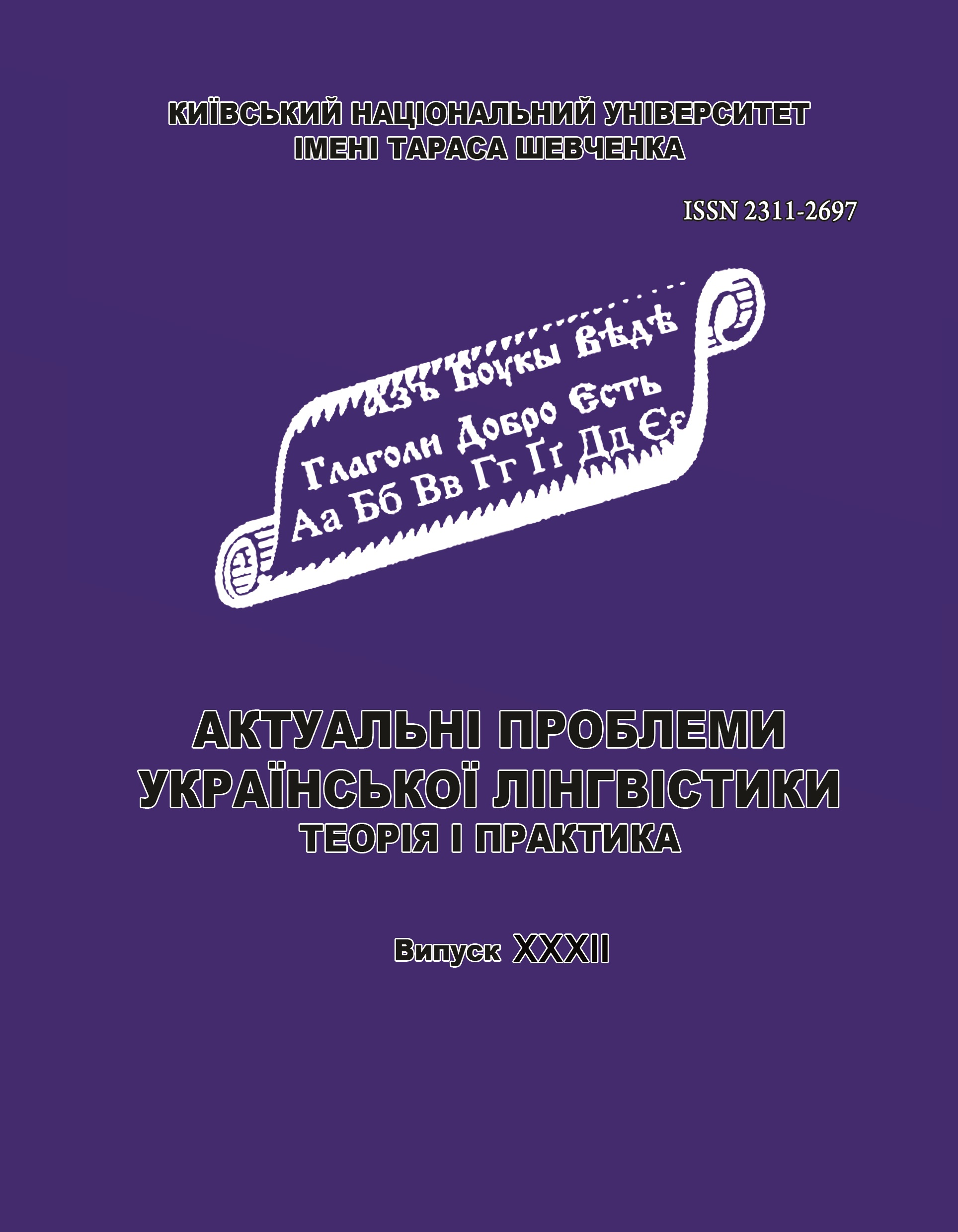
Титульна сторінка наукового збірника "Актуальні проблеми української лінгвістики: теорія і практика" (видавець - Київський національний університет імені Тараса Шевченка)

Видання реферовано в національній наукометричній базі («Україніка наукова») та входить до міжнародних наукометричних баз. Журнал є відкритим та рецензується. Журнал ліцензовано на умовах Ліцензії Creative Commons Зазначення Авторства 4.0 Міжнародна.
До складу редакційної колегії входять авторитетні українські та зарубіжні вчені — Бранко Тошович,  Григорій Півторак, Олександр Кіклєвіч, Світлана Єрмоленко, Володимир Дубічинський, Максим Каранфіловскі, Олександр Тараненко, Лідія Лисиченко, Тетяна Ковалевська та ін.
Деякі випуски видання присвячено ювілейним датам провідних науковців — проф. Бацевича Ф. С. (випуск 18), проф. Шевченко Л. І. (випуски 19 та 38), акад. Русанівського В. М. (випуски 22 та 33) та ін.
Наукові праці видання розраховано на фахівців спеціальних філологічних, філософських, історичних дисциплін, викладачів, аспірантів та студентів вищих навчальних закладів України.
Збірник публікує інноваційні розробки нових галузей лінгвістичного знання — медіалінгвістики, психолінгвістики, соціолінгвістики, криміналістичної лінгвістики тощо. Редакційна політика видання співмірна зі світовими стандартами кількаетапного закритого рецензування, форматування матеріалу відповідно до прийнятих у міжнародній традиції правил.